# Военноморско училище „Мюрвик“

Военноморското училище Мюрвик (на немски: Marineschule Mürwik, MSM) е офицерското училище на Военноморските сили на Германия, разположено в район Мюрвик, гр. Фленсбург, провинция Шлезвиг-Холщайн (на немски: Schleswig-Holstein) . В него се обучават военноморски офицери от 1910 г.

## Строеж
Сградите са построени по проект на архитект Адалберт Келм от военноморската администрация в град Кил. По желание на кайзер Вилхелм II за модел е служил Замъкът Мариенбург, построен от Тевтонския орден в Мариенбург (Малборк), на територията на днешна Полша. По същото време той е реализирал редица други проекти на замъци: реконструкция на „Високи Кьонигсбург“ (1901 – 1908), обновяване на замъка Мариенбург (1896 – 1918) и новата сграда на Позенския дворец (1905 – 1913). Комплексът от сгради от червена тухла се намира на брега на фленсбургския фиорд и затова се нарича също Червеният замък на фиорда, както и Червеният дворец на брега на морето. От южната страна в дефилето се намира и ручеят Осбек. В района са построени допълнително сгради за Училището, включително Морската водонапорна кула и Морската болница Фленсбург-Мюрвик.
В рамките на изграждането на училището е била планирана и собствена гарнизонна църква. Плановете първоначално предвиждали северно от училището голяма четирикуполна църква-замък, която да бъде обхваната от крепостната стена, чието разширение по-късно също било отменено. Плановете не са реализирани. По тази причина Аулата се използва и за религиозно-църковни цели. По време на Ваймарската република са липсвали необходимите финанси. През нацистката епоха националсоциалистическата държава не е проявявала интерес. От 30-те години на миналия век в градския квартал Мюрвик има малък параклис. През 50-те години Бундесверът участва в изграждането на Христовата Църква, която оттогава също се ползва като гарнизонна църква на базата. Около 2000 г. в главната сграда на училището беше изграден и малък икуменически параклис в непосредствена близост до Аулата на училището, която продължава да се използва.

## История
С Първия Закон за Флота от 1898 г. започва превъоръжаването на флота. Планираният брой на обучените морски кадети на година се завишава от 70 – 80 на 200. Поради това тогавашният държавен секретар на Кайзерлихе Марине (на немски: Kaiserliche Marine, в превод „Императорски ВМС“) адмирал Алфред фон Тирпиц предлага строежа на новата сграда в Мюрвик. Тя замества завършената през 1888 г. „Военноморска академия и училище Кил“. Вицеадмирал Волкмар фон Арним се опасявал и от политически (социалдемократични) заплахи за матросите в Кил. Подобно на предшественика си, Училището служи на Кайзерлихе Марине за обучение на военноморски офицери. На 22 юни 1903 г. император Вилхелм II одобрява преместването. Градският съвет на Фленсбург предлага на 9 май 1905 г. голяма площ от 15 ха в почти необитавания дотогава в Мюрвик безплатно при условие, че военноморското училище ще бъде преместено най-късно до 1 април 1909 г. Военноморските сили приемат и купуват 2 ха допълнително. В крайна сметка Военноморското училище в Мюрвик се строи от 1907 г. като приемник на Военноморската академия и училище Кил. Само три години по-късно, на 3 октомври 1910 г. започва обучението в новопостроеното училище. На 21 ноември 1910 г. император Вилхелм II пристига с представителния кораб Слейпнер и официално открива новата сграда, придружен от адмирал Алфред фон Тирпиц.
С началото на Първата световна война учебният процес във Военноморската академия е преустановен. Курсантите и офицерите са разпределени във военноморския флот. Някои от свободните помещения впоследствие са използвани от Училището по Радиотелеграфия. Служи като офицерско училище след Първата световна война както на Имперските ВМС (на немски: Reichsmarine, флот на Райха), така и на Кригсмарине (на немски: Kriegsmarine – ВМС).
През 1920 г. германските войници напускат града, за да не могат да участват в референдума за принадлежност към Германия или към Дания. Британски войници се нанасят във Военноморското училище и имат за задача, да наблюдават референдума в Шлезвиг. Още през юни 1920 г. Райхсмарине се премества обратно във Военноморското училище.
По време на Втората световна война Военноморската академия не е засегната от бомбардировките на Фленсбург. В края на войната големи части от главната сграда принадлежали на военноморската болница Фленсбург-Мюрвик. След 3 май 1945 г. училището за кратко е било част от специалната зона Мюрвик. Прилежащото Военноморско Спортно училище служи в края на Втората световна война и на Третия райх за седалище на служебното правителство на адмирал Карл Дьониц. На 14 май 1945 г. командирът на училището капитан Волфганг Лют е застрелян при инцидент от охраната. На 18 май 1945 г. училището е претърсено от съюзническите войници за членовете на Вафен-СС. На 23 май 1945 г. съюзниците окупират специалната зона Мюрвик и арестуват правителството на Дьониц. След това военноморското училище е демилитаризирано от британските окупационни сили и частично изпразнено. Корабни модели, картини и императорските знамена на главния вход на Военноморската академия са предадени на Националния морски музей в Гринуич, Лондон. Очевидно други обекти са попаднали в полковия музей на King’s Shropshire Light Infantry близо до Лондон.
След Втората световна война училището първоначално се използва като поделение на Военноморската болница, след това като Педагогически Колеж (PH) и като Митническо Училище. Педагогическият Колеж по-късно се премества на територията на Народен Парк Фленсбург. През 90-те години на миналия век от Педагогическия Колеж се създава Университетът Фленсбург, който днес се намира в район Сандберг. От 1950 до 1956 г. голяма част от военноморското училище се използва от Митническото Училище „Фленсбург“, създадено във Фленсбург през 1938 г. През 1956 г. флотът отново се нуждае от сградата и митническото училище напуска Фленсбург. Вътрешната германска граница придобива все по-голямо значение и Студената война е в ход.
На 2. Май 1956 г. Академията на Военноморските сили е създадена в Кил-Холтенау. В рамките на прехвърлянето във Фленсбург-Мюрвик тя е преименувана на 2. юли 1956 г. на Военноморско училище Мюрвик и става част от новосъздадената Bundesmarine (от 1990 г. „Германски флот“). Първоначално курсанти и ученици от Педагогически Колеж ползват съвместно сградите, което в крайна сметка води до редица бракове между офицери и учителки. През есента на 1959 г. ползването за цивилни нужди е преустановено и Военноморското училище поема изцяло собствеността.
В началото на 80-те години започват обширни реставрационни работи по сградите, продължили 30 години. През 1989 г. пет жени за първи път завършват обучението за офицери. През септември 1990 г. започва обучението на първите офицери от Народната Армия на ГДР. След обединението на 3. октомври училището за пръв обучава кадети от цяла Германия за офицери в тогава вече общите Военноморски сили на Германия.
През 2010 г. се отбеляза 100-годишнината на Военноморското Училище. Президентът на Федерална република Германия Кристиан Вулф посещава училището в деня на полагане на клетва на кандидатите за офицери на 13. Август 2010 г. По този повод Deutsche Post издава „печатни материали“: пощенски плик с Морското Училище и с печат на „Горх Фок“ от 2008 г.

## Структура
Военноморското училище се командва от флотски адмирал и е подчинено на ръководителя на Отдел персонал, обучение, организация в командването на ВМС в Росток. Разделено е на различни учебни групи и специални организационни елементи. Учебният кораб „Горх Фок“ също е на подчинение на Командира на училището.
В Училището офицерите от ВМС получават общо военно обучение. Специализация и повишаване на квалификация се осъществяват в допълнителни образователни центрове на разположение на въоръжените сили в съвместни центрове за обучение на Бундесвера и в техническите училища на ВМС. Институтът за социални науки на Бундесвера провежда текущо и непрекъснато евалуация на условията респ. качеството на обучение.
Преподавателската (учебна) група с военни и цивилни преподаватели развива принципите на офицерското обучение на военноморските сили и играе ролята на посредник между задължителните правила на обучение и курсантите. Тя включва двата отдела „Обучение на командири“ и „Морска навигация“ и трите групи учители по специалностите „Право“, „Езиково обучение“ и „Спорт“.
Преподавателската (учебна) група А с трите си инспекции отговаря както за обучението на кандидат-офицери, така и за специализации и повишаване на квалификации на офицери. Офицерите се обучава в съответствие с принципите на Innere Führung, както и в областта на морската навигация.
Третата преподавателска (учебна) група на Училището включва Учебен кораб „Горх Фок“.

## Главна сграда
Главната сграда с форма на котва, където се намира самото училище, е с дължина над 200 метра откъм морето. В нея се намират класните стаи, офисите и помещенията за кадетите, както и допълнителни помещения:

### Колонада
Двупалата, плоска покривна аркада със заострени арки е разположена на първия етаж на източното крило и първоначално е била използвана като зала за модели. В продължение на десетилетия в нея се представят не само корабни модели, но и други сменящи се изложби. В края на колонадата виси портрет на Вилхелм II в униформата на гранд адмирал.

### Столова
Столовата се намира в горната част на централното стълбище от морската страна на главната сграда. На стените има фрески от средновековни ханзейски градове, създадени от 1944 до 1955 г. от художника Ото Тамер. Фреските заменят картини от 1923 г., които показват бойни сцени на море от Първата световна война. В южното крило се намира също „Junior Navy Pub“.
Стъклописи изобразяват гербовете на петте най-важни военноморски пристанища: Гданск, Фленсбург, Кил, Сондерборг и Вилхелмсхавен. Унищожените през Втората световна война стъклописи с гербовете на Фленсбург, Вилхелмсхавен и Кил са заменени през 2010 г. с дарение от Асоциацията на морските офицери по повод стогодишнината му.

### Аула
Аулата е планирана и изпълнена от Адалберт Келм едновременно с изграждането на училището. На тавана на залата са разположени 26 герба на държавите от бившата империя. Според тогавашната конституция, сухопътните войски са под опеката на отделните провинции, докато „имперската“ флота е под опеката на империята. Келм цели в този контекст чрез дизайна на тавана да изобрази единството на империята. Имперският орел в центъра на тавана е обърнал поглед, обратно на традицията, надясно – към морската страна с фиорда Фленсбург. Аулата на Военноморското училище Мюрвик се ремонтира частично. Тя ще отразява и новата история на германския флот. В аулата се намират бюстове на Ролф Йоханессън, адмирал Дитер Велерсхоф, принц Хайнрих Вилхелм Адалберт фон Пройсен и капитан III ранг Алфред Кранцфелдер.

### Библиотека
Библиотеката е създадена през 1910 година. Най-старата книга датира от 1573 г. и се занимава с астрономическа навигация. Библиотеката притежава над 60 000 медии със специален акцент върху училището и флота. Първоначално библиотеката е била на тавана на централната част на главната сграда. Местоположението е определено първоначално лично от адмирал Алфред фон Тирпиц. По-късно местоположението няколко пъти е променяно. Днес се намира в крилото на клас „Юг“. Библиотеката е отворена от 7 до 12 часа през цялата седмица. Допълнително работи в понеделник и сряда до 16:30 ч., а във вторник и четвъртък до 19:00 ч. От 2009 г. библиотеката е отворена и за обществеността, във вторник и четвъртък от 14 до 19 ч.

### Планетариум
За обучението на кандидат-офицери, вахтени офицери и морски персонал по астронавигация, от 1986 г. катедрата по морска навигация разполага с подходящ за астрономическа навигация малък планетариум Zeiss (ZKP 2), който замества инсталирания още по време на Втората световна война подобен уред. Този уникален за Германия военен планетариум се намира в източното крило на основната сграда. Куполът е от времето на Втората световна война. Най-близко намиращият се обществен планетариум е Планетариумът Менке в Глюксбург. Планетариумът на Военноморското училище използва, за разлика от него, конвенционален проектор, чрез който звездите светят по-силно.

### Кула
Доминиращата кула на училището е разрушена през 1998 г. поради структурни повреди и възстановена до 2000 г., в съответствие с оригинала. Кулата е с часовник, чието движение се вижда вътре. В горната част има помещение, от което през прозорци от всяка страна се виждат училищните площи и фиорда. На кулата се вее националният флаг.

## Външни съоръжения
Запазената в оригиналния си вид част от липовата алея на гърба на главната сграда има специален статут на паметник на културата. Големи части от изброените външни съоръжения се характеризират с обширни тревни площи. Зеленият кръг пред южното крило крие обрасла чешма от 30-те години на миналия век, която също има специален статут на паметник на културата. Националистическата фраза на фонтана е запазена, докато имперският орел над фонтана е премахнат. Тук и там из градината има мемориални камъни, статуи, котви и други морски обекти. Откъм морето се намира т. нар. адмиралска ливада (Адмиралвизе).

## Странични постройки
Порталът на Военноморското училище Мюрвик служи като главен вход.

### Център за обучение по военна история (WGAZ)
Вилата на командира е построена с училищната сграда и служи като жилищна сграда за съответния командир и неговото семейство. След като дълго време не е била обитавана, тя почва да се руши. От 1989 г. се поддържа от тогавашната държавна строителна служба на провинция Шлезвиг-Холщайн. От 1991 г. във вилата се помещава Военноисторическият център на Военноморското училище Мюрвик. Центърът за военноисторическа подготовка служи предимно за обучение на офицерските кандидати и военноморските офицери. На четири етажа се представя германската морска история с над 10 000 обекта, състоящи се от корабни модели, корабни гербове, документи, картини, рисунки, фотографии, знамена, униформи и други морски обекти. Отворен е за обществеността всеки вторник от 14:00 до 19:00, както и по специални поводи. Центърът също така води така наречения Списък на шегите на випуските (Болценакте).

### Дом „Горх Фок“
Домът „Горх Фок“ е построен едновременно с главната сграда на Военноморското училище. Днес в нея се помещава Евангелската военна енорийска служба и отдел S12 на Федералната езикова служба като езикова служба на Военноморското училище.

## Недвижима собственост

### Пристанище
Военноморско училище Мюрвик и пристанището му са строени едновременно, то се намира под външното стълбище. Разполага със стоянки за моторни и ветроходни лодки за целите на морското обучение.

### Лагер Трампедах
Построен е през 1937 г. като жилищни бараки за кандидат-офицери на флота. От 22. февруари 1940 г. лагерът носи името на капитана на фрегата Клаус Трампедах, загинал в Северно море. Използван като място за настаняване на бежанци след 1945 г., лагерът е поет от германския флот през 1956 г. за жилищни цели. Пет от първите седем бараки са разрушени (3 – 7). Барака 1 се ползва отново за военни цели. Барака 2 ще се ползва за изложба на историята на „Лагер Трампедах“, включваща експонати, снимки и информационни табели.

### Спортно училище на ВМС
Спортното училище е строено от 1936 до 1937 г. и ползвано като военноморска служба. През 1945 г. е официална резиденция на правителството на адмирал Карл Дьониц. Комплексът от сгради понастоящем е до голяма степен със статут на паметник на културата и продължава да се използва като спортна зала. В северната сграда на спортното училище е инсталиран симулатор за обучение по мореплаване (AANS).

### Училище по езда на ВМС
Първоначално за конюшня за обучението на кандидат-офицери по езда се ползва караулната сграда на учебен кораб SMS König Wilhelm. По това време ездата е смятана, подобно на плуване и фехтовка, за „офицерски спорт“. През 1937 в Twedter Mark на север от училището е създадена голяма конюшня с манеж за езда (местоположение). След 1945 г. конюшнята е използвана за граждански цели. От 3 март 1960 се използва от новосъздаденото училище по езда „Nordmark Fahr- und Reitschule“. През 1985 г. конният център е разрушен. Местната улица Am Sattelplatz, получила името си през 1973 г., все още напомня на конюшнята и манежа за езда. Днес в непосредствена близост се намират жилищни сгради. Теренът на Училището по езда на ВМС вече не съществува.

### Плувен басейн
Плажът на Мюрвик преди се е намирал приблизително под Лагер Трампедах на брега на фиорда по посока към Twedter Mark, и се е ползвал за обучение по плуване на войници. Не е известно, кога точно е създаден. През 1912 г. плувният басейн вече съществува. След войната се ползва интензивно от населението на Фленсбург. Разрушен е след 1965 г. поради амортизация. По-рано през 1963 г. е открит общински закрит басейн в района на гарата в Südstadt.
След разрушаването на открития плувен басейн, Бундесверът построи нов плувен басейн (Mürwiker Bundeswehrschwimmhalle) близо до портала на Военноморско училище Мюрвик, който и днес съществува. След инициативата от септември 1975 г. на областната плувна асоциация до тогавашния министър на отбраната Георг Лебер там могат да се обучават и цивилни лица. За плувците и сдруженията на DLRG от града и района, включително от плувния клуб Фленсбург, възникна възможност да тренират в ранните вечерни часове там, първо шест, по-късно осем часа. От есента на 1996 г. клубовете увеличиха своите тренировки.

### Щаб
Сградата на щаба се намира срещу Спортното училище Мюрвик. Сградите на работилниците са изградени като учебна работилница за практическо обучение на технически офицери през 1939/40 г. На същата улица до нея се е намирал Лагер Heinz Krey. След 1945 г. първоначално се използва за граждански цели. По време на Студената война в сградата на щаба се намира Академията на Бундесвера.

### Работилница за обучение на оръжия
През 1938 г. северно от Лагер Трампедах в Twedter Mark е създадена учебна работилница за обучение на оръжейни офицери. След 1945 г. е използвана за граждански цели и е поета през 1960 г. от ВМС. Служи до 2013 г. като база на бившия Свързочен отдел 91 (Свързочен щаб за военноморски далекосъобщения 70). Сградите днес се използват от намиращата се в съседство федерална автомобилна служба Kraftfahrt-Bundesamt.

### Учебна мачта
Мачтата на „Горх Фок“, построена през 2012 г. североизточно от училището, се използва за обучение и тренировка на мачта и такелаж, при подготовка за служба на учебния кораб „Горх Фок“.

### Тренажор за морска навигация (AANS)
Съоръжението обслужва теоретичната и практическа морска подготовка на бъдещи военноморски офицери и палубни екипажи на Федералната морска полиция. За тази цел е инсталиран хидравлично подвижен симулатор на корабна палуба, който може да възпроизвежда реалистични ситуации на море с видео проектори. Могат да се симулират различни кораби със съответстващо навигационно поведение и характеристики, както и различни климатични ситуации и инциденти (пожар, отказ на системата, сблъсък, но без употреба на оръжие). Палубата е свързана чрез комуникационно съоръжение с шест други кабини, в които са монтирани само най-важните устройства за навигация, така че общо седем групи едновременно могат да „плават в морето“. В централната зала за обучение се обсъждат предварително етапите на обучение и след това се анализират извършените маневри с помощта на компютърни технологии. Съоръжението се помещава в прилежащото военноморско спортно училище.

## Екипажи
Всеки абсолвент на офицерското училище на ВМС се зачислява към новосформиран екипаж на съответния випуск. Първият екипаж на Военноморско училище Мюрвик е Екипаж 09, зачислен на 1. Октомври 1910 г. Екипаж I/56 е първият екипаж на Бундесмарине след нанасянето в сградите на 7 август 1956 г. Веднъж годишно, през юли-август, се извършва полагането на клетва на военноморски офицери на Бундесвера.

## Командири
Военноморските офицери, които са били от 1848 г. командири на Военноморската академия и училище (Кил) или на Военноморското училище Мюрвик. През 1910 г. се променя само сградата.
| Nr. | Чин                                                                                      | Име                                                                      | Встъпване в длъжност                                                                       | Напускане  | Снимка |
| --- | ---------------------------------------------------------------------------------------- | ------------------------------------------------------------------------ | ------------------------------------------------------------------------------------------ | ---------- | ------ |
| 1 | Капитан I ранг (Kapitän zur See)                                                         | Йохан Ото Донър Johann Otto Donner                                       | 1851 Военноморско училище Шчечин                                                           | 1852       |        |
| 2 | Капитан (Hauptmann)                                                                      | Кристиан Аминт Либе Christian Amynt Liebe                                | 1854 Военноморско училище Гданск                                                           | 1855       |        |
| 3 | Полковник (Oberst)                                                                       | Фридрих барон Халер фон Халерщайн Friedrich Baron Haller von Hallerstein | 1855 Институ за морски кадети Берлин                                                       | 1866       |        |
| 4 | Капитан III ранг (Korvettenkapitän)                                                      | Карл Фердинанд Бач Karl Ferdinand Batsch                                 | 1866 Военноморско училище Кил (Muhliusstraße)                                              | 1867       |        |
| 5 | Генерал-майор (Generalmajor)                                                             | Кристиан Аминт Либе Christian Amynt Liebe                                | 1867 Военноморско училище Кил (Muhliusstraße)                                              | 1881       |        |
| 6 | Контраадмирал (Konteradmiral)                                                            | Паул фон Рейбниц Paul von Reibnitz                                       | 1881 Военноморско училище Кил (Muhliusstraße)                                              | 1886       |        |
| 7 | Контраадмирал (Konteradmiral)                                                            | Рудолф Шеринг Rudolf Schering                                            | 1886 Военноморско училище Кил (Muhliusstraße) 1888 Военноморско училище Кил (Düsternbrook) | 1890       |        |
| 8 | Вицеадмирал (Vizeadmiral)                                                                | Ернст фон Райхе Ernst von Reiche                                         | 1890 Военноморско училище Кил (Düsternbrook)                                               | 1895       |        |
| 9 | Вицеадмирал (Vizeadmiral)                                                                | Иван Фридрих Юлиус Олдекоп Iwan Friedrich Julius Oldekop                 | 1896 Военноморско училище Кил (Düsternbrook)                                               | 1897       |        |
| 10 | Капитан I ранг (Kapitän zur See)                                                         | Херман Кирхоф Hermann Kirchhoff                                          | 1897 Военноморско училище Кил (Düsternbrook)                                               | 1900       |        |
| 11 | Капитан I ранг (Kapitän zur See)                                                         | Лудвиг фон Шрьодер Ludwig von Schröder                                   | 1900 Военноморско училище Кил (Düsternbrook)                                               | 1901       |        |
| 12 | Капитан I ранг (Kapitän zur See)                                                         | Алфред Ерлих Alfred Ehrlich                                              | 1901 Военноморско училище Кил (Düsternbrook)                                               | 1903       |        |
| 13 | Капитан I ранг (Kapitän zur See)                                                         | Макс Бахем Max Bachem                                                    | 1903 Военноморско училище Кил (Düsternbrook)                                               | 1906       |        |
| 14 | Капитан I ранг (Kapitän zur See)                                                         | Леберехт Маас Leberecht Maaß                                             | 1906 Военноморско училище Кил (Düsternbrook)                                               | 1908       |        |
| 15 | Капитан I ранг (Kapitän zur See)                                                         | Бернхард Мюлер Bernhard Müller                                           | 1908 Военноморско училище Кил (Düsternbrook)                                               | 1910       |        |
| 16 | Капитан I ранг (Kapitän zur See)                                                         | Херварт Шмидт фон Швинд Herwarth Schmidt von Schwind                     | 1910-09-15 Военноморско училище Мюрвик                                                     | 1914-07-31 |        |
| 17 | Капитан III ранг (Korvettenkapitän)                                                      | Ото фон Лук Otto von Luck                                                | 1915                                                                                       | 1916       |        |
| 18 | Капитан I ранг (Kapitän zur See)                                                         | Макс Кюне Max Kühne                                                      | 1916-02-07                                                                                 | 1917-12-31 |        |
| 19 | Капитан I ранг (Kapitän zur See)                                                         | Мориц фон Егиди Moritz von Egidy                                         | 1917                                                                                       | 1918       |        |
| 20 | Капитан III ранг (Korvettenkapitän)                                                      | Хайнрих Лампе Heinrich Lampe                                             | 1918-11-05                                                                                 | 1919-01-31 |        |
| 21 | Капитан II ранг (Fregattenkapitän)                                                       | Фриц Заксе Fritz Sachße                                                  | 1920-02-01                                                                                 | 1920-03-18 |        |
| 22 | Капитан I ранг (Kapitän zur See)                                                         | Вернер Тилесен Werner Tillessen                                          | 1920-09-16                                                                                 | 1925-09-23 |        |
| 23 | Капитан I ранг (Kapitän zur See)                                                         | Паул Вюлфинг фон Дитен Paul Wülfing von Ditten                           | 1925                                                                                       | 1927       |        |
| 24 | Капитан II ранг (Fregattenkapitän) Капитан I ранг (Kapitän zur See)                      | Хасо фон Бредов Hasso von Bredow                                         | 1927-10-06                                                                                 | 1929-10-11 |        |
| 25 | Капитан I ранг (Kapitän zur See)                                                         | Албрехт Майснер Albrecht Meißner                                         | 1929-10-12                                                                                 | 1932-09-30 |        |
| 26 | Контраадмирал (Konteradmiral)                                                            | Волф фон Трота Wolf von Trotha                                           | 1932-09-30                                                                                 | 1936-09-23 |        |
| 27 | Контраадмирал (Konteradmiral)                                                            | Хуберт Шмундт Hubert Schmundt                                            | 1936-10-14                                                                                 | 1939-08-21 |        |
| 28 | Контраадмирал (Konteradmiral)                                                            | Хасо фон Бредов Hasso von Bredow                                         | 1939-09-04                                                                                 | 1939-10-13 |        |
| 29 | Капитан I ранг (Kapitän zur See) Контраадмирал (Konteradmiral) Вицеадмирал (Vizeadmiral) | Валтер Ломан Walter Lohmann                                              | 1939-10-13                                                                                 | 1942-09-30 |        |
| 30 | Контраадмирал (Konteradmiral)                                                            | Хайнрих Руфус Heinrich Ruhfus                                            | 1942-10-01                                                                                 | 1944-04-16 |        |
| 31 | Контраадмирал (Konteradmiral)                                                            | Валдемар Винтер Waldemar Winther                                         | 1944-04-17                                                                                 | 1944-09-24 |        |
| 32 | Капитан I ранг (Kapitän zur See)                                                         | Волфганг Лют Wolfgang Lüth                                               | 1944                                                                                       | 1945       |        |
| 33 | Капитан I ранг (Kapitän zur See)                                                         | Ото Шуарт Otto Schuhart                                                  | 1956-05-02 Военноморска Академия Кил-Холтенау                                              | 1956-06-28 |        |
| 34 | Флотилен адмирал (Flottillenadmiral)                                                     | Хуберт фон Вангенхайм Hubert von Wangenheim                              | 1956-06-29                                                                                 | 1960-07-31 |        |
| 35 | Флотилен адмирал (Flottillenadmiral)                                                     | Хайрих Ердман Heinrich Erdmann                                           | 1960-08-01                                                                                 | 1962-12-31 |        |
| 36 | Флотилен адмирал (Flottillenadmiral)                                                     | Карл Шнайдер-Пунгс Karl Schneider-Pungs                                  | 1962-01-01                                                                                 | 1966-09-30 |        |
| 37 | Флотилен адмирал (Flottillenadmiral)                                                     | Бернд Клуг Bernd Klug                                                    | 1966-10-01                                                                                 | 1968-03-31 |        |
| 38 | Флотилен адмирал (Flottillenadmiral)                                                     | Райнхарт Остертаг Reinhart Ostertag                                      | 1968-04-01                                                                                 | 1971-09-23 |        |
| 39 | Флотилен адмирал (Flottillenadmiral)                                                     | Карл Х. Петер Karl H. Peter                                              | 1971-09-24                                                                                 | 1973-08-23 |        |
| 40 | Флотилен адмирал (Flottillenadmiral)                                                     | Хелмут Кампе Helmut Kampe                                                | 1973-08-24                                                                                 | 1977-01-07 |        |
| 41 | Флотилен адмирал (Flottillenadmiral)                                                     | Вилфрид Тоепсер Wilfried Toepser                                         | 1977-01-10                                                                                 | 1979-03-31 |        |
| 42 | Флотилен адмирал (Flottillenadmiral)                                                     | Дитер Ерхард Dieter Ehrhardt                                             | 1979-04-01                                                                                 | 1982-09-30 |        |
| 43 | Флотилен адмирал (Flottillenadmiral)                                                     | Волфганг Брост Wolfgang Brost                                            | 1982-10-01                                                                                 | 1983-09-30 |        |
| 44 | Флотилен адмирал (Flottillenadmiral)                                                     | Хорст-Хелмут Винд Horst-Helmut Wind                                      | 1983-10-01                                                                                 | 1985-09-30 |        |
| 45 | Флотилен адмирал (Flottillenadmiral)                                                     | Клаус-Дитер Зиверт Klaus-Dieter Sievert                                  | 1985-10-01                                                                                 | 1989-09-28 |        |
| 46 | Флотилен адмирал (Flottillenadmiral)                                                     | Клаус-Петер Ниман Klaus-Peter Niemann                                    | 1989-09-29                                                                                 | 1994-09-16 |        |
| 47 | Флотилен адмирал (Flottillenadmiral)                                                     | Франк Ропърс Frank Ropers                                                | 1994-09-17                                                                                 | 1995-08-28 |        |
| 48 | Флотилен адмирал (Flottillenadmiral)                                                     | Гьоц Еберле Götz Eberle                                                  | 1995-08-29                                                                                 | 1996-12-19 |        |
| 49 | Флотилен адмирал (Flottillenadmiral)                                                     | Уве Зигфрид Каре Uwe Siegfried Kahre                                     | 1996-12-19                                                                                 | 1999-09-16 |        |
| 50 | Флотилен адмирал (Flottillenadmiral)                                                     | Хубертус фон Путкамер Hubertus von Puttkamer                             | 1999-09-16                                                                                 | 2002-11-13 |        |
| 51 | Флотилен адмирал (Flottillenadmiral)                                                     | Манфред Нилсон Manfred Nielson                                           | 2002-11-13                                                                                 | 2005-06-27 |        |
| 52 | Флотилен адмирал (Flottillenadmiral)                                                     | Хайнрих Ланге Heinrich Lange                                             | 2005-09-27                                                                                 | 2007-09-06 |        |
| 53 | Флотилен адмирал (Flottillenadmiral)                                                     | Юрген Манхардт Jürgen Mannhardt                                          | 2007-09-06                                                                                 | 2010-03-31 |        |
| 54 | Флотилен адмирал (Flottillenadmiral)                                                     | Томас Ернст Thomas Ernst                                                 | 2010-03-31                                                                                 | 2013-06-19 |        |
| 55 | Флотилен адмирал (Flottillenadmiral)                                                     | Карстен Ставицки Carsten Stawitzki                                       | 2013-06-19                                                                                 | 2016-08-29 |        |
| поради участие в мисия, изпълнение на задачите от заместник-командира, Капитан I ранг (Kapitän zur See) Стефан Аннигхофер |                                                                                          |                                                                          |                                                                                            |            |        |
| 56 | Флотилен адмирал (Flottillenadmiral)                                                     | Кай-Ахим Шьонбах Kay-Achim Schönbach                                     | 2017-01-31                                                                                 | 2018-05-18 |        |
| 57 | Флотилен адмирал (Flottillenadmiral)                                                     | Вилхелм Тобиас Абри Wilhelm Tobias Abry                                  | 2018-05-18                                                                                 | 2021-09-03 |        |
| 58 | Флотилен адмирал (Flottillenadmiral)                                                     | Йенс Немайер Jens Nemeyer                                                | 2021-09-03                                                                                 |            |        |

## Годишни обществени мероприятия
Всяка година се провежда многократно Ден на отворените врати. Морското училище участва в Деня на отворения паметник. Веднъж годишно общинският съвет на Фленсбург заседава в Аулата на училището. Входните билети са безплатни, но трябва да бъдат предварително поръчани. Билети за концерти на камерна музика в Аулата на училището трябва да бъдат закупени предварително.